# Potion (linguagem de programação)
potion é uma pequena e rápida linguagem de programação dinâmica e orientada à pilha com um compilador JIT, clausuras, continuações e exceções, uma máquina virtual baseada em Lua e um modelo de objeto baseado em entrada e saída embutida
o em torno da troca de mensagens, um metaobjeto e mixins. É tecnicamente um Common_Lisp somente léxico com duas linguagens: uma para o código, uma para os dados e ela foi escrita sob 10 mil linhas de C.

## História
O potion foi criado por _why como seu último projeto em 2007 antes de seu desaparecimento da internet.
Ele começou brincando com as partes internas da linguagem Lua e lendo materiais de Ian Piumarta e de Nicolas Cannasse.
Após o desaparecimento de _why, um desenvolvedor chamado "fogus" assumiu a manutenção até 2013. A palavra-chave class foi adicionada nesse período.
Em 2013, um grupo autodenominado perl11 "(5+6=11)", com Reini Urban como desenvolvedor chefe, assumiu o desenvolvimento do potion para ser utilizado como Máquina Virtual para "p2", uma implementação planejada para o Perl5 e o Perl6.
Ambas as linguagens, potion e p2, são agora desenvolvidas juntas pelos desenvolvedores do perl11. A versão v0.1 foi lançada em 16 de Outubro de 2013 na conta github do grupo.

## Filosofia
"Se você mantê-lo pequeno, couber a Máquina Virtual, o analisador e a stdlib em 10 mil linhas, então não é suor".

## Exemplos
Sequência de Fibonacci:
```
fib
 
=
 
(
n
)
:

  
if
 
(
n
 
<
 
2
)
:
 
n
.
 
else
:
 
fib
 
(
n
 
-
 
1
)
 
+
 
fib
 
(
n
 
-
 
2
).

.

n
 
=
 
argv
(
1
)
 
number

if
 
(
n
<
1
)
:
 
n
=
28.

(
"fib("
,
n
,
")= "
,
 
fib
(
n
))
 
join
 
say

# parrot example/fib.pir 40  3m36.447s

# perl   example/fib.pl  40  2m19.752s

# potion example/fib.pn  40  0m3.512s

```

## Recursos
- Orientação a objetos pura baseada em protótipos
- Tratamento de exceções baseado em callcc/yield em assembler não portado
- expressões regulares similares às do Perl (planejado)
- Compactação imprecisa do Coletor de lixo suportando referências fracas.
- Carregamento de bibliotecas na maioria das plataformas
- Introspecção, reflexão e metaprogramação
- Concorrência baseada em atores
- Corotinas
- Entrada/Saída assíncronas rápidas
- Máquina virtual pequena
- Funções de ordem superior